# Karl-Heinz Menz
Karl-Heinz Menz   (Tambach-Dietharz, 17 de desembre de 1949) és un biatleta alemany, ja retirat, que va competir sota bandera de la República Democràtica Alemanya durant la dècada de 1970.
El 1976 va prendre part en els Jocs Olímpics d'Hivern d'Innsbruck, on disputà dues proves del programa de biatló. Fent equip amb Manfred Geyer, Frank Ullrich i Manfred Beer guanyà la medalla de bronze en la cursa del relleu 4x7,5 km.
En el seu palmarès també destaca un títol nacional.